# Photedes extrema
Photedes extrema (tên tiếng Anh: Concolorous) là một loài bướm đêm thuộc họ Noctuidae. Nó được tìm thấy ở hầu hết châu Âu (ngoại trừ Iceland, Ireland, bán đảo Iberia, Na Uy, Ý, Bulgaria và Hy Lạp).
Sải cánh dài 26–28 mm. Con trưởng thành bay từ tháng 6 đến tháng 7.
Ấu trùng ăn trong thân các loài Calamagrostis.

## Hình ảnh

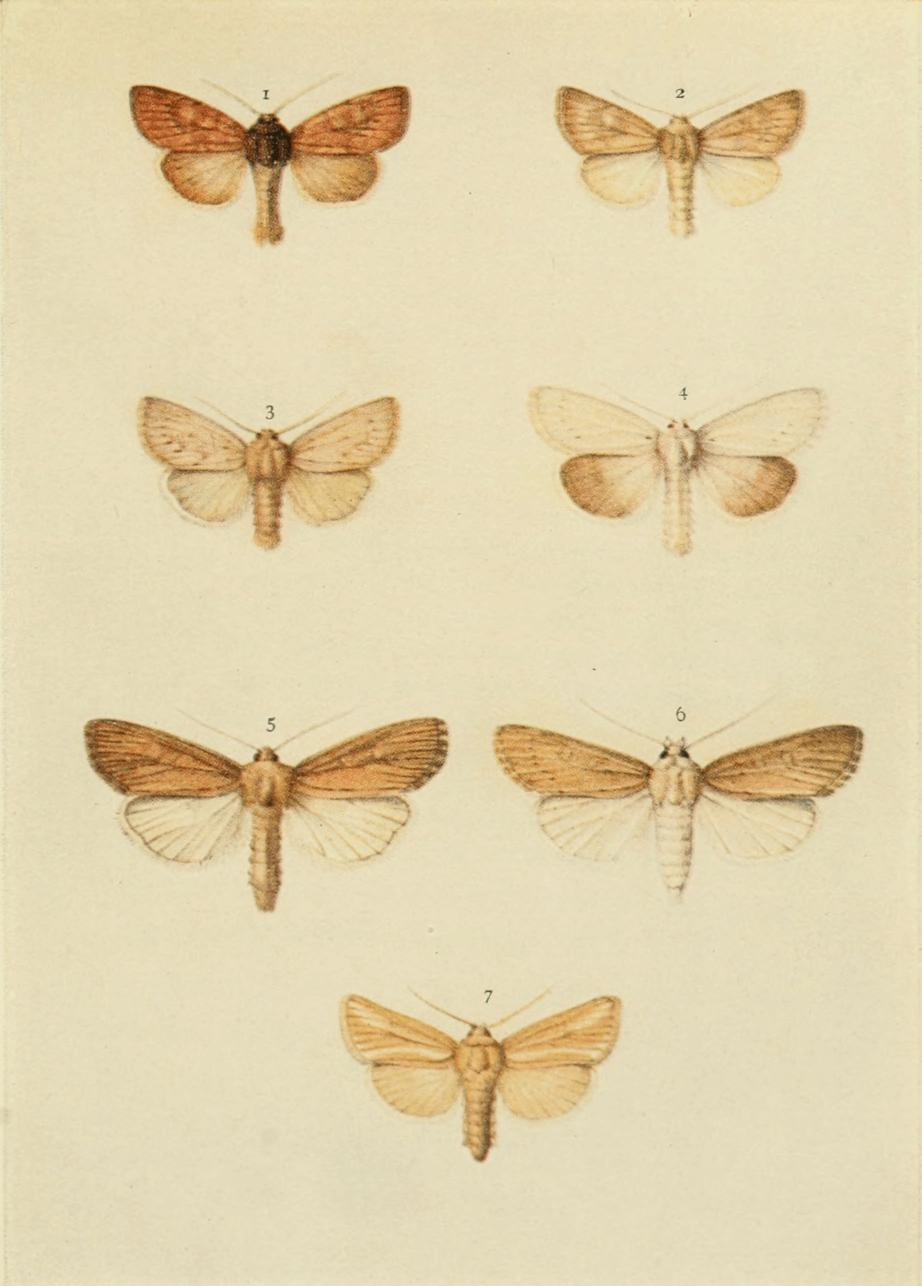